# La carrera del himno (cuento de Ray Bradbury)
La carrera del himno (título original en inglés: The Anthem Sprinters) es un cuento del escritor estadounidense Ray Bradbury publicado originalmente en la revista Playboy de junio de 1963 con el título de The Queen's Own Evaders.
Fue incluido en sus antologías The Machineries of Joy (1964), The Vintage Bradbury (1965) y The Stories of Ray Bradbury (1980).
Pertenece a la serie de cuentos con temática irlandesa ("Irish Stories") y fue utilizado por el autor en el capítulo 29 de su libro Green Shadows, White Whale (1992), que ofrece un relato novelado de su viaje a Irlanda en 1953-1954, cuando escribió el guion de la película Moby Dick (John Huston, 1956).

## Argumento
Un estadounidense, Douglas, de visita en Irlanda, es informado en un pub sobre una competición deportiva típica: la carrera del himno, donde dos competidores pugnan por ser los primeros en salir de un cine cuando acaba la película y antes de que suene el himno nacional. 

## Adaptaciones

### Teatro
Una adaptación teatral es publicada en el libro The Anthem Sprinters and Other Antics (1963). En 1967 se representa en el Beverly Hills Playhouse de California The Anthem Sprinters, que consta de obras irlandesas de un acto de Bradbury: The Great Collision of Monday Last, The First Night of Lent, A Clear View of an Irish Mist y The Anthem Sprinters.

### Televisión
El propio autor también adaptó el cuento para la serie de televisión The Ray Bradbury Theater. El episodio The Anthem Sprinters se emitió el  21 de agosto de 1992. Fue dirigido por Wayne Tourell y está interpretado por Len Cariou, Robert Ball y Ken Blackburn.